# Frontera entre Jordània i l'Aràbia Saudita
La frontera entre Jordània i Aràbia Saudita és la frontera que separa l'Aràbia Saudita de Jordània. Va des del golf d'Aqaba fins a la frontera entre Aràbia Saudita i l'Iraq.
Separa les províncies saudites de Tabuk, amb capital a Tabuk, i Al Jawf, capital Sakaka, de les governacions jordanes d'Al Mafraq, Az Zarga', Aman i Ma'an.

## Història
Oficialment, les fronteres van ser establertes per una sèrie d'acords entre el Regne Unit, aleshores responsable del Mandat de Palestina, i el govern del que serial'Aràbia Saudita. i foren definides formalment per l'Acord de Hadda del 2 de novembre de 1925.
El 1965, Jordània i Aràbia Saudita van concloure un acord bilateral que realineja i redefineix la frontera. Això va donar lloc a un intercanvi de territori, i la costa de Jordània al golf d'Aqaba es va allargar en uns divuit quilòmetres.